# 上海市历史文化风貌区
上海市历史文化风貌区，是指历史建筑集中成片，建筑样式、空间格局和街区景观较完整地体现上海某一历史时期地域文化特点的地区。上海市人民政府共确定了44片历史文化风貌区，其中中心城12片26.96平方公里，郊区及浦东新区32片约14平方公里。2016年1月23日，上海市人民政府又将119处风貌保护街坊列为上海市历史文化风貌区范围扩大名单并予公布。2017年9月19日，上海市人民政府又同意将131处第二批风貌保护街坊列入上海市历史文化风貌区范围扩大名单并予以公布。

## 历史概况
1979年7月20日，上海市城市规划办公室提出把中国近代革命史迹密集的思南路地区及豫园地区规划为旅游区。1984年，上海市规划局又提出成群成组地保护中心城革命史迹和标志性建筑的规划设想。1986年12月8日上海被公布为第二批国家历史文化名城后编制的《保护纲要》和《保护规划》，在中心城规划了思南路革命史迹、龙华烈士陵园寺庙、外滩优秀近代建筑、人民广场优秀近代建筑、茂名路优秀近代建筑、江湾30年代都市计划、上海旧城厢、南京路、福州路近代商业文化、上海花园住宅、虹口近代住宅、虹桥路乡村别墅等11个风貌保护区。并划出了保护、建筑控制和环境协调范围。
2002年7月25日，为了加强对上海市历史文化风貌区和优秀历史建筑的保护，上海市第十一届人民代表大会常务委员会第四十一次会议通过《上海市历史文化风貌区和优秀历史建筑保护条例》。
2003年9月18日，上海市人民政府批复原则同意上海市规划局的《上海市中心城历史文化风貌区范围规划》。共划定12个历史文化风貌区，其中9个风貌区位于内环线以内，3个风貌区位于内外环线之间，总用地面积约27平方公里。这些历史文化风貌区是：位于黄浦、虹口区的外滩历史文化风貌区、位于黄浦区的人民广场历史文化风貌区、老城厢历史文化风貌区、位于徐汇、卢湾、静安、长宁区的衡山路—复兴路历史文化风貌区、位于长宁区的虹桥路历史文化风貌区、位于虹口区的山阴路历史文化风貌区、位于杨浦区的江湾历史文化风貌区、位于徐汇区的龙华地区文化风貌区、位于虹口区的提篮桥历史文化风貌区、位于静安区的南京西路历史文化风貌区、位于长宁、静安区的愚园路历史文化风貌区、位于长宁区的新华路历史文化风貌区。
2004年2月3日，上海市人民政府划定并正式批准总面积达26.96平方公里的中心城12片历史文化风貌保护区。区域及特点分别是：外滩·建筑群，人民广场·城市空间，老城厢·传统寺庙，南京西路·公共建筑，衡山路—复兴路·花园住宅，愚园路·教育建筑，虹桥路·乡村别墅，山阴路·革命史迹，提篮桥·宗教场所，龙华·烈士陵园、寺庙，新华路·花园住宅，江湾·市政中心建筑群。
2004年12月30日，为进一步加强城市历史风貌保护工作，上海市人民政府专门设立了历史文化风貌区和优秀历史建筑保护委员会，为市政府领导下统一领导和统筹协调本市历史文化风貌区和优秀历史建筑保护工作的议事协调机构。由分管副市长杨雄担任主任，下设由市规划局、市房地资源局和市文管委共同组成的办公室，并建立历史文化风貌区规划管理专家特别论证制度，设立市、区两级保护管理专门机构，共同加强保护管理。
2005年10月23日，经上海市历史文化风貌区和优秀历史建筑保护专家委员会的评审，又评出总面积约14平方公里的上海市郊区及浦东新区历史文化风貌区32片。
2013年，在已有的44片历史文化风貌区外，一些历史文化风貌较好的街坊因规模不大、分布零散而没有被列入历史文化风貌区，难以得到较好保护。故而上海市规土局开展了《上海市历史文化风貌保护保留对象与范围的深化扩大研究》。该工作由上海市城市规划设计院，同济城市规划设计院和上海市规土局共同完成，重点针对石库门里弄和工业遗产建筑两类抢救性保护对象进行调查研究，提出在现有历史文化风貌保护区基础上扩大历史文化风貌区、增加风貌保护街坊，并推荐了50个以上包含里弄住宅、工人新村、大专院校、工业遗存、历史公园以及其他等多种类型的风貌保护街坊。2014年，正式开展历史文化风貌区扩区，提出了134个未纳入风貌保护体系的风貌保护街坊的名单，重点保护成片的石库门里弄和工业遗产两大类别，以及补充历史发展进程中工人新村、大专院校、历史公园等各种其它类型。并推进风貌保护街坊成为法定的保护对象，其保护级别与历史文化风貌区相同。
2015年3月17日，118处风貌保护街坊扩大推荐名单公示。类别涵盖了“里弄住宅风貌街坊”、“工业遗存风貌街坊”、“大专院校风貌街坊”、“历史公园风貌街坊”、“工人新村风貌街坊”、“混合型风貌街坊”和“传统村落街坊”。2016年1月23日，上海市人民政府批复同意将119处风貌保护街坊列为上海市历史文化风貌区范围扩大名单并予公布。2017年6月30日，171处第二批上海市风貌保护街坊初步名单向社会进行公示，2017年9月19日，上海市人们政府同意将131处第二批风貌保护街坊列入上海市历史文化风貌区范围扩大名单并予以公布。

## 列表

### 中心城
| 序号 | 名称          | 占地面积  | 风貌性质                                     | 位置及范围 | 重要景观路段 | 代表性建筑（群）及城市空间 | 照片 |
| ---- | ------------- | --------- | -------------------------------------------- | --- | --- | --- | ---- |
| 1    | 外滩          | 101.0公顷 | 外滩建筑群，建筑轮廓线，街道空间             | 黄浦江－延安东路－河南中路－河南北路－天潼路－大名路－闵行路 | 大名路-中山东一路、虎丘路、圆明园路、四川北路-四川中路、江西中路、南苏州路、北京东路、滇池路、南京东路、九江路、汉口路、福州路、广东路等 | 外滩沿线建筑群 |      |
| 2    | 人民广场      | 107.0公顷 | 商业文娱建筑，城市空间，里弄住宅             | 长沙路－凤阳路－牛庄路－六合路－宁波路－贵州路－天津路－浙江中路－九江路－云南中路－延安东路－黄陂北路－大沽路－重庆北路－威海路－成都北路－北京西路                           | 南京东路、南京西路、西藏中路、黄陂北路、武胜路                                                                                           | 时装公司、华联商厦、华侨商店、第一食品商店、市百一店、国际饭店、华侨饭店、大光明电影院、同福里、人安里等                                       |      |
| 3    | 老城厢        | 199.0公顷 | 传统寺庙，居住、商业建筑，街巷格局           | 中华路－人民路内 | 人民路-中华路、丽水路-旧校场路、方浜中路、乔家路、大境路、文庙路、学前街、蓬莱路、迎勋北路                                               | 豫园、城隍庙、大境阁关帝庙、文庙、书隐楼、龙门村等                                                                                             |      |
| 4    | 衡山路-复兴路 | 775.0公顷 | 花园住宅，新式里弄，公寓，公共建筑，革命史迹 | 重庆南路－太仓路－黄陂南路－合肥路－重庆南路－建国中路－建国西路－嘉善路－肇嘉浜路－天平路－广元路－华山路－江苏路－昭化东路－镇宁路－延安中路－陕西南路－长乐路               | 风貌区所有道路 | 宋庆龄故居、兴国宾馆、丁香花园、上方花园、新康花园、衡山宾馆、中山故居、复兴公园、锦江饭店、艺术剧场、国泰电影院、瑞金宾馆、上海新村、陕南村等 |      |
| 5    | 虹桥路        | 481.0公顷 | 乡村别墅                                     | 古北路－荣华东道－水城南路－延安西路－环西大道－金浜路－哈密路－规划路－虹古路                                                                                                 | 虹桥路 | 西郊宾馆（原沙逊别墅）、虹桥路2310号住宅、淮阴路姚姓住宅等                                                                                     |      |
| 6    | 山阴路        | 129.0公顷 | 革命史迹，花园住宅，新式里弄                 | 欧阳路－四达路－宝安路－规划路－四平路－邢家桥北路－长春支路－长春路－海伦西路－宝山路－东江湾路－大连西路                                                                     | 山阴路、祥德路、四川北路、溧阳路、甜爱路、甜爱支路、长春路                                                                               | 鲁迅故居、中共江苏省委旧址、瞿秋白寓所旧址、溧阳路花园住宅、文华别墅、千爱里等                                                                 |      |
| 7    | 江湾          | 458.0公顷 | 市政中心建筑群，路网格局                     | 中原路－虬江－黑山路－政通路－国和路－翔殷路－黄兴路－国权路－邯郸路－淞沪路－闸殷路－世界路－嫩江路                                                                           | | 原市府大楼、原市博物馆、原市图书馆和原上海市体育场                                                                                             |      |
| 8    | 龙华          | 045.0公顷 | 烈士陵园，寺庙                               | 龙华路－后马路－龙华港－龙华西路－规划路－华容路 | | 龙华革命烈士陵园和就义地、龙华寺、龙华塔 |      |
| 9    | 提篮桥        | 029.0公顷 | 特殊建筑，里弄住宅，宗教场所                 | 保定路－长阳路－临潼路－杨树浦路－海门路－昆明路－唐山路－舟山路－昆明路 | 舟山路、长阳路 | 提篮桥监狱、舟山路沿线住宅 |      |
| 10   | 南京西路      | 115.0公顷 | 公共建筑，各类住宅                           | 石门二路－石门一路－威海路－茂名北路－延安中路－铜仁路－北京西路－胶州路－新闸路－江宁路－北京西路                                                                             | 北京西路、南京西路、陕西北路 | 上海展览中心、医药工业研究院、美琪大戏院、静安别墅、联华公寓、华业公寓、太阳公寓等                                                             |      |
| 11   | 愚园路        | 223.0公顷 | 花园住宅，新式里弄，教育建筑                 | 乌鲁木齐北路－永源路－镇宁路—东诸安浜路－江苏路—延安西路－昭化路－定西路－长宁路－汇川路－凯旋路－万航渡路－苏州河－华阳路－长宁路－江苏路－武定西路－万航渡路－镇宁路－规划路 | 愚园路、武夷路 | 愚谷村、中实新村、涌泉坊、兆丰别墅、长宁区少年宫、华东政法学院、市三女中、兆丰公园等                                                           |      |
| 12   | 新华路        | 034.0公顷 | 花园住宅                                     | 番禺路－淮海西路－安顺路－定西路－法华镇路 | 新华路 | “外国弄堂”内花园住宅 |      |

### 郊区及浦东新区
| 序号 | 名称         | 占地面积  | 位置及范围                                                                                              | 价值描述 | 照片 |
| ---- | ------------ | --------- | --- | --- | ---- |
| 13   | 枫泾         | 104.0公顷 | 金山区枫泾镇老镇区，320国道以北，朱枫公路以东，市河和新开河两侧区域范围内。                             | 集中了大量的清代古建筑和少数的明代后期建筑，建筑多采用枕河而建，为金山地区传统的“短脊长檐”的形式。风貌区内还有建于明代的致和、瑞虹、秀兴、庆云、米筛、宝源、跻云等7座古石桥。这些古宅、古桥各具艺术特色，充分体现了金山地区水乡古镇的传统风韵。 |      |
| 14   | 新场         | 148.0公顷 | 北至沪南公路，西至奉新公路，南至大治河，东至东横港以东100米。                                           | 保存有完好的镇区“井”字型河道格局，河道两侧现保存三进以上的第宅厅堂30多处，如区级文物保护单位张氏宅第等。众多的古民居、水桥、驳岸极具文物价值，另还存有第一楼茶园、耶稣堂等公共建筑。充分而完整的体现出“江南人家尽枕河”的风貌。 |      |
| 15   | 朱家角       | 179.0公顷 | 青浦区西部，北至大淀湖南岸，南至朱家角支路，东至南港大桥，西至珠溪路，淀浦河沿岸20~50米。               | 是上海市历史文化名镇，产生于宋代之前，宋、元时发展为集市，明清时期达到繁荣期，素有“三泾不如一角”之说。保存了以北大街为代表的古镇特有的街巷空间，以及与河道空间的关系。河上有市级文保单位放生桥等多座古桥，加之沿河的各式河埠头，以及以课植园、城隍庙和涵大隆酱园等为代表的类型丰富的传统建筑，反映了中国江南水乡古镇特有的空间尺度和空间形态。                |      |
| 16   | 奉城老城厢   | 111.0公顷 | 奉贤区奉城镇，西至奉新公路，南至川南奉公路，北至浦东运河，东至南门港。                                  | 保留了四条老街共同组成的特征明显的“十”字形古城道路骨架，留存了总长不到50米的古城墙，并留下几段旧城基，滨水界面及护城河依然清晰可辨。古城内现有县级文物保护单位两处：中共奉贤县委（曙光中学）旧址、奉城古城墙（位于北街），反映了上海留存格局最完整的古镇风貌。                                                                                                |      |
| 17   | 金泽         | 052.0公顷 | 青浦区西南部，北至青浦区第二粮库，西至沪青平公路，东南至环镇南路，还包括东北角部分农田在内。            | 保存了古桥众多的特色，原有“四十二虹桥”及“桥桥有庙、庙庙有桥”之谚，现在古桥尚留存有七座，其中普济桥是上海地区保存最完整、年代最早的单孔石拱桥，为市级文物保护单位。保留了“两街夹一河”的格局，建筑沿这三条轴线展开。古镇在建筑风格上不同于江南六镇的奇巧精致，以朴素明快见长。反映了以桥、河为主的水乡风貌。                                                    |      |
| 18   | 练塘         | 057.0公顷 | 青浦区南部，北至练新中路，西至泖新塑料厂附近地段，南距西塘港、东塘港南侧100米左右，东距长浦江80米左右。 | 保存有陈云故居、陈云以前就读过的颜安小学、酱园、救火会等多处文物保护单位和保留历史建筑。保存了得天独厚的水环境，河多桥多，在不长的市河上保留有义学桥等4座古桥；保留了沿市河、上塘街、下塘街两侧有特色的传统建筑，并留存了多处驳岸空间；反映了典型水乡城镇的风貌特色。                                                                                         |      |
| 19   | 娄塘         | 043.0公顷 | 嘉定区娄塘老镇，嘉塘公路以南，南至娄塘河；北临嘉塘公路、坝桥；西靠洋泥泾。                              | 保留了完整的街巷格局，19条街巷依河而筑，有“娄塘街条条歪，七曲八弯十八个天井堂”之说。留存有印家住宅、娄塘纪念坊等民国初年特色的建筑和构筑物，为文物保护单位。反映了街河交错发展的古镇风貌。 |      |
| 20   | 罗店         | 075.0公顷 | 宝山区罗店老镇，练祁河以南，西至罗太路，东抵罗溪路，南到月罗路以北河道。                                | 保存了“三湾九街十八弄”的街河格局，留存的建筑在整体上还保存了原有的建筑结构和传统江南水乡的民居建筑风格。历史上桥梁众多，现状保存有历史价值的桥梁主要有大通桥和丰德桥。反映了有“金罗店、银南翔、铜江湾、铁大场”之誉的罗店镇的大镇风范。 |      |
| 21   | 张堰         | 041.0公顷 | 位于金山区中部。北临金张公路，东侧和南侧至松金公路，西侧至张泾河和规划道路。                            | 风貌区内基本保持了传统的河道街巷格局。石皮弄两侧建筑风貌保存较好，多为清代建筑风格。唐代御海潮设置18堰之一的张泾堰遗址就在石皮弄口。风貌区内还有区级注册不可移动文物姚光故居，有清末民国初名人住宅和民居2处，传统店铺1处，教堂1处以及具有较悠久历史的张堰公园和土山等。                                                                                       |      |
| 22   | 浦东高桥老街 | 028.0公顷 | 浦东新区的北部，地处高桥镇的中部，西至高桥港，东至杨高北路以西，南至高桥港以南，北至花山路。            | 保存有东街、西街和北街尺度宜人的街道空间，存有以钟氏民宅、高桥敬业堂、凌氏民宅、黄氏民宅、仰贤堂为代表的保护建筑8处，为区级文物保护单位，其建筑形式具有一定特色或建筑质量较好。反映了相对完整的古镇风貌。 |      |
| 23   | 川沙中市街   | 019.0公顷 | 川沙镇老城厢东部西抵北市街，南到城厢小学，北到北城壕路，东至城河以东30米。                              | 保留有上海地区鲜有的老城墙，建校历史170年的书院。留存有“内史第”、陶桂松住宅等区级文物保护单位和南市街、中市街、东门街等街区，中市街附近有天主教堂。区内沿街建筑仍保留民国时期原状，多处宅邸中西合璧，甚为考究。反映了浦东第一大镇的历史风貌。 |      |
| 24   | 松江仓城     | 066.0公顷 | 松江新城永丰街道辖区范围内。沪杭铁路以北、乐都路以南、花园浜路以东、西林以西的区域内。                  | 集中分布了一些以杜氏雕花楼、费晔宅、葆素堂、杜氏宗祠和赵氏宅为代表的有特色的历史建筑和大量保存较好的民居建筑，是一个较完整的具有传统风貌和地方特色、有较高的历史、文化价值的区域。反映了松江作为上海历史文化的发祥地的历史风貌。 |      |
| 25   | 松江府城     | 030.0公顷 | 松江老城东部，环城路以南、通波塘以东、松汇路以北、方塔路以西的区域内。                                  | 保存有国家重点文物保护单位方塔，市文物保护单位明砖刻照壁，区级文物保护单位多处，以及其他历史遗迹和历史建筑十余处，区内有历史名校松江二中，文物园林方塔园，历史文物收藏机构松江博物馆等。反映了松江府城即为唐宋华亭县城的历史渊源。 |      |
| 26   | 青浦老城厢   | 078.0公顷 | 青浦区西部偏南，主要为环城河内范围。                                                                    | 是上海保存了最完整的护城河水系和十字街格局的古镇之一；留存成片的以院落式低层住宅和粉墙黛瓦为特色的传统居住街坊；保存了以曲水园为代表的古建筑和园林；保留了县前街、南门街、北门街等多条具有明清时代格局的传统街巷；反映了青浦古镇作为青浦县的政治、经济、文化、教育中心的历史地位。                                                                            |      |
| 27   | 嘉定西门     | 045.0公顷 | 嘉定区嘉定老镇以西，北至清河路以北30米；南至练祁河以南30米；东至城东路；西至沪宜公路以西30米。          | 保存完好的西大街是至今为止嘉定镇内保存最为完整的老街巷之一，为前街后河的格局。保存有上海现存较好的古城墙和水城门闸，为区级文物保护单位。沿西大街和练祁河留存西溪草堂、厚德堂和崇得堂等具有一定历史特色的民居建筑。反映了古镇城门周边的历史风貌。 |      |
| 28   | 嘉定州桥     | 049.0公顷 | 嘉定区嘉定老镇中心，北至清河路以北30米；南至沙霞路以南30米；东至博东路以东50米；西至南大街以西30米。    | 嘉定镇为上海市历史文化名镇。风貌区保存有三片传统街巷、河道格局保存完好的区域。留存有孔庙、汇龙潭、秋霞圃和法华塔等12处文物保护单位和以登龙桥（州桥）为代表的保存较好的7座古桥。在千步之内汇集宋、元、明、清历代古塔、老街、旧庙、名园而为国内罕见，可谓“嘉定之根”。反映了州桥地区自古以来是嘉定古镇的中心地区，也历来是商业繁华区和文化中心的历史地位和风貌。 |      |
| 29   | 重固老通波塘 | 020.0公顷 | 青浦区北部，东至重固镇大街，西至重固镇政府西侧道路，北至法会庵附近地段，南至通波塘东街南端。            | 保存有全国重点文物保护单位“福泉山”古文化遗址，完整保留了距今6000~7000年历史的各时期文化叠压遗存,被考古学家誉为“古上海的历史年表”、“东方的金字塔”。保留了河、街相间的古镇格局，沿老通波塘两岸以及通波塘东街和西街分布有历史建筑；留存区级文物保护单位南塘桥。一定程度上体现了“上海的发祥地”之誉。                                                              |      |
| 30   | 徐泾蟠龙     | 012.0公顷 | 青浦区徐泾镇北侧，北至蟠龙粮库，西至程家祠堂西侧，南至诸陆东路。                                        | 保留了蟠龙塘与镇中大街垂直相交的“十”字状镇街格局，东西长1里，南北为半里。保留了区级文物保护单位香花桥和程家祠堂。保留有镇东天主堂一座，明代徐光启的后裔曾居此。水乡老街风韵犹存，反映了蟠龙自古以来为有名小镇，蟠龙庵堂香客云集的历史风貌。 |      |
| 31   | 青浦白鹤港   | 021.0公顷 | 青浦区最北部，北至青龙港附近，西南至外青松公路，东至东大盈港东侧60米左右范围。                          | 保存了白鹤镇北街和白鹤镇南街的传统街巷，街道尺度尤存，宽度约3~4米。留存有区级文物保护单位继善桥和青龙桥。因境内有白鹤港而得名，境内的旧青浦镇是上海地区最早的对外贸易港口，旧称青龙镇，现存的位于风貌区外的青龙寺、塔是旧镇的遗迹。反映了其青浦的发源地的历史地位。                                                                                           |      |
| 32   | 南翔双塔     | 020.0公顷 | 嘉定区南翔镇东南面，北至德华路以北30米；南至民主街以南30米；西至沪宜公路。                              | 南翔镇为上海市历史文化名镇。风貌区保存有市级文物保护单位南翔寺双塔和许苏民墓，其周边和西侧的横沥河西岸保留一些以孙氏住宅为代表的有特色的传统民居。反映了古镇塔和寺周边的历史风貌。 |      |
| 33   | 南翔古猗园   | 047.0公顷 | 嘉定区南翔镇东南面，北至德华路；南至沪宜公路以南30米；东至黄泥泾以东30米；西至古猗园路以西30米。        | 保存的主要有市级文物保护单位古猗园，是“银南翔”明清众多园林唯一完整留存的，内有五处文物保护单位。园西、北侧保留有传统河道黄泥泾和走马塘，沿线传统建筑风貌和街巷格局保存完整。反映了古镇古园林的历史风貌。 |      |
| 34   | 大团北大街   | 011.0公顷 | 南汇区南部大团镇，西至永春北路以西50米，北至东运河，东至河塘港东100米，南至永春西一路。                 | 保存有北大街的传统街道格局，两侧留存主要建筑为商铺居住，多数清末民国年间建造，建筑保存较好。保留有大团潘氏宅第、定慧庵、西粮管所等历史建筑，建筑傍河依水，小街盘曲。体现了“水-建筑-街-建筑”的街区特点。 |      |
| 35   | 航头下沙老街 | 019.0公顷 | 南汇区西部航头镇的中部，西至沪南公路，北至咸塘港，东至咸塘港以东50米。                                  | 保留了沿南咸塘港的传统风貌建筑和街巷格局较为完整的区域，街巷传统特色浓郁，整体尺度较好，仍保持老街基本风貌；留存了以王家祠堂、东刘老式楼房、西刘老式楼房、东协顺洋布店、协昌祥洋布店等为代表的历史建筑。一定程度体现了下沙千年盐业重镇的历史地位和风貌。 |      |
| 36   | 南汇横沔老街 | 016.0公顷 | 南汇区康桥镇东北角，横沔港与盐船港的交叉口。                                                            | 保留老镇傍河依水，小街盘曲的街区格局特色，老街宽度二到三米。保存一定数量的多为清末民国时期，间有明末及清中晚期的历史建筑。如区级优秀建筑有翊园（康桥镇川周公路2607号）、华氏宅第（康桥镇横沔街42号、44号）等。体现了“小五灶”的盐场地位和繁荣。 |      |
| 37   | 南汇六灶港   | 020.0公顷 | 南汇区北部六灶镇，沿向学街与六灶港，北至周祝公路，东至南六公路。                                        | 保存了沿六灶港一字排开的街区格局，街巷整体尺度很有水乡特色，保持着清末民国时代的风貌。东西向的三里老街东起傅家祠堂，西至环桥，长约三里，依傍六灶港（旧称焐水）。 保留了西市圈门，马家房子，典当房子等民居建筑以及萧王庙，城隍庙，镇港庙，关帝庙等公共建筑。                                                                                                   |      |
| 38   | 奉贤青村港   | 029.0公顷 | 奉贤区青村镇，北至南奉公路，南至镇南路。                                                                | 保存傍河依水，小街盘曲的格局。主要街巷皆与河流走向保持平行，次要的巷弄则多与河流相垂直，而河街之间的相邻关系又可分为单侧有街、双侧有街和夹水而居三种类型，形成了布局灵活、空间丰富的景观特点。保存了区级文物保护单位南虹桥以及西木行等历史建筑。反映了传统江南水乡老街与河流的格局及风貌。                                                                    |      |
| 39   | 庄行南桥塘   | 022.0公顷 | 奉贤区县境西部，东至东市南端，沿南桥港带状分布。                                                        | 保留了形成于1368年的东西街和河南街，主要建筑物由右东兴楼，汇福园，现存的民居建筑以清末民国时期为最多。留存混堂弄，油车弄，露胥堂弄和牌楼弄等历史建筑群，古城墙，石牌楼等构筑物，以及八字桥，履匝桥二座清代的古桥。留有县级文物保护单位庄行暴动烈士纪念碑。老街的整体风貌保存较为完好，体现传统江南水乡的整体格局。                                            |      |
| 40   | 七宝老街     | 016.0公顷 | 闵行区七宝老镇区，七莘路以东，农南路以北，北横泾以西，漕宝路以南区域范围内。                            | 保存整修后的七宝老街，同时较为集中分布了一些具有一定历史价值的老建筑，比如七宝天主堂、东岳行祠斗姆阁、东岳行祠四面厅、明代解元厅等。反映了水乡古镇的风貌特征。 |      |
| 41   | 浦江召楼老街 | 006.0公顷 | 位于闽行区浦江镇。沈杜公路南侧，杜行五金厂西侧，南至召楼小学，姚家浜河从中穿过。                        | 风貌区内沿姚家浜河两侧区域保存了传统水乡市镇的河街格局，垂直于姚家浜河的小街保存了部分沿街传统建筑。风貌区内有区级不可移动文物礼耕堂（建于清代），古桥1处。区域内部分民居建筑保存较好，具有明显的江南民居特色。 |      |
| 42   | 堡镇光明街   | 016.0公顷 | 堡镇位于崇明岛中部偏南。正大街和光明街位居镇中心。                                                      | 保存有历史建筑共有11处，百年以上的古宅有5处，其中200年以上的建筑有2处。留存较为完整的三进两场心，四进三场心等崇明特色民居建筑，其间也能见到别具特色的旋转式木质楼梯及别致的阳台的西式风格。反映了崇明最具传统特色的古镇风貌。 |      |
| 43   | 崇明草棚村   | 002.0公顷 | 崇明西部，北临协进村，南临洪海村，东临东安村，西临海洪港村，海洪港，白港汇合处。                        | 保存了多处村内立帖结构的建筑，屋顶多为茅草铺就，砖砌方式与江南传统做法不同，同江北做法，传统上称为“如皋式”，并且保留有旧时商业建筑中的上翻店门和全脱卸门框。体现了自然村落商业街的特色。 |      |
| 44   | 泗泾下塘     | 013.0公顷 | 松江区泗泾镇区南部，江川路以东、沪松公路以北，泗泾港两侧区域内。                                        | 集中在泗泾塘的下塘街及中市桥南岸一带，基本保存了传统水乡市镇的河街格局和部分传统建筑。此外，区内还有区级文物保护单位史量才故居和马家厅2处，清末民国初名人住宅和民居5处，传统店铺1处，古桥1处。反映了松江地区传统水乡民居的风貌。 |      |

### 第一批风貌保护街坊名单
| 行政区            | 行政区            | 序号       | 四至范围                                                                 | 类别             | 备注 | 照片 |
| ----------------- | ----------------- | ---------- | ------------------------------------------------------------------------ | ---------------- | --- | ---- |
| 黄浦区            | 黄浦区            | HP-001     | 东至茂名南路、南至巨鹿路、西至陕西南路、北至延安中路                     | 里弄住宅风貌街坊 | 延安中路545弄明德里、延安中路545弄15号李硕勋旧居 |      |
| 黄浦区            | 黄浦区            | HP-002     | 东至茂名南路、南至进贤路、西至陕西南路、北至巨鹿路                       | 里弄住宅风貌街坊 | 进贤路122弄同乐坊、进贤路138弄裕民里、进贤路156弄大安坊、进贤路174弄松德里、进贤路180弄合兴里、进贤路202弄凤德里、进贤路202弄1号钱化佛故居、进贤路214—218弄祥村、陕西南路15号住宅、巨鹿路383弄采寿里、巨鹿路391弄四成里、巨鹿路391弄12号中共中央无线电训练班旧址、巨鹿路393弄存厚坊、巨鹿路395弄梅赋里、巨鹿路401弄巨籁村 |      |
| 黄浦区            | 黄浦区            | HP-003     | 东至茂名南路、南至长乐路、西至陕西南路、北至进贤路                       | 里弄住宅风貌街坊 | 长乐路434弄在明坊 |      |
| 黄浦区            | 黄浦区            | HP-004     | 东至瑞金一路、南至长乐路、西至茂名南路、北至巨鹿路                       | 里弄住宅风貌街坊 | 长乐路336号～352号住宅、长乐路376弄文化里、长乐路386弄大兴坊、茂名南路57号兰心大戏院旧址 |      |
| 黄浦区            | 黄浦区            | HP-005     | 东至广西南路、南至金陵东路、西至云南南路、北至宁海东路                   | 里弄住宅风貌街坊 | 广西南路44弄余庆里 |      |
| 黄浦区            | 黄浦区            | HP-006     | 东至福建南路、南至人民路、西至浙江南路、北至金陵东路                     | 里弄住宅风貌街坊 | 人民路746弄和平里、浙江南路117—121号福兴坊、浙江南路155弄宝安坊、金陵东路389弄卜邻里、金陵东路423弄笃行里 |      |
| 黄浦区            | 黄浦区            | HP-007     | 东至四川南路、南至人民路、西至江西南路、北至金陵东路                     | 里弄住宅风貌街坊 | 金陵东路135弄晋安里 |      |
| 黄浦区            | 黄浦区            | HP-008     | 东至瑞金一路、南至巨鹿路、西至茂名南路、北至延安中路                     | 里弄住宅风貌街坊 | 巨鹿路244弄集美里、巨鹿路260弄大德村、巨鹿路270号住宅、巨鹿路272弄安丰里、延安中路507弄国民里、延安中路517弄福禄村 |      |
| 黄浦区            | 黄浦区            | HP-009     | 东至浙江中路、南至厦门路、西至西藏中路、北至南苏州路                     | 里弄住宅风貌街坊 | 厦门路230弄衍庆里、厦门路136弄尊德里 |      |
| 黄浦区            | 黄浦区            | HP-010     | 东至贵州路、南至北京东路、西至西藏中路、北至厦门路                       | 里弄住宅风貌街坊 | 北京东路830弄瑞康里、北京东路850弄宏兴里 |      |
| 黄浦区            | 黄浦区            | HP-011     | 东至黄河路、南至北京西路、西至新昌路、北至青岛路                         | 里弄住宅风貌街坊 | 黄河路253、281弄承兴里 |      |
| 黄浦区            | 黄浦区            | HP-012     | 东至广西南路、南至宁海东路、西至云南南路、北至延安东路                   | 里弄住宅风貌街坊 | 延安东路401弄、宁海东路250弄太原里 |      |
| 黄浦区            | 黄浦区            | HP-013     | 东至福建南路、南至金陵东路、西至浙江南路、北至宁海东路                   | 里弄住宅风貌街坊 | 金陵东路300弄宝兴小区 |      |
| 黄浦区            | 黄浦区            | HP-014     | 东至盛泽路、南至金陵东路、西至福建南路、北至宁海东路                     | 里弄住宅风貌街坊 | 金陵东路246弄中华里 |      |
| 黄浦区            | 黄浦区            | HP-015     | 东至盛泽路、南至人民路、西至福建南路、北至金陵东路                       | 里弄住宅风貌街坊 | 盛泽路130弄新康里、福建南路129弄精益里 |      |
| 黄浦区            | 黄浦区            | HP-016     | 东至山东南路、南至金陵东路、西至盛泽路、北至宁海东路                     | 里弄住宅风貌街坊 | 山东南路38、46、56弄汇成里 |      |
| 黄浦区            | 黄浦区            | HP-017     | 东至山东南路、南至人民路、西至盛泽路、北至金陵东路                       | 里弄住宅风貌街坊 | 山东南路106、96、86弄明德里 |      |
| 黄浦区            | 黄浦区            | HP-018     | 东至河南南路、南至人民路、西至山东南路、北至金陵东路                     | 里弄住宅风貌街坊 | 河南南路28～72号楼、金门路4、8弄吉利坊、山东南路79弄裕庆坊、山东南路111弄东新里、金陵东路279号《新青年》社门市部旧址 |      |
| 黄浦区            | 黄浦区            | HP-019     | 东至江西南路、南至人民路、西至紫金路、北至金陵东路                       | 里弄住宅风貌街坊 | 江西南路74弄吉如里、紫金路3弄谓文坊 |      |
| 黄浦区            | 黄浦区            | HP-020     | 东至人民路、南至会稽路、西至西藏南路、北至寿宁路                         | 里弄住宅风貌街坊 | 寿宁路15弄树新里 |      |
| 黄浦区            | 黄浦区            | HP-021     | 东至吉安路、南至肇周路、西至济南路、北至复兴中路                         | 里弄住宅风貌街坊 | 吉安路328弄昌平里、肇周路126弄志成坊、肇周路146弄德诚里、肇周路148弄厚德里、肇周路166弄高升里、济南路275弄平济里、济南路275弄1号住宅、复兴中路87弄锡祥里 |      |
| 黄浦区            | 黄浦区            | HP-022     | 东至肇周路、南至徐家汇路、西至顺昌路、北至永年路                         | 里弄住宅风貌街坊 | 徐家汇路40号惠中堂、徐家汇路76弄荣仁里、顺昌路547弄三安里、顺昌路557号菜市村、顺昌路605弄悦来坊、永年路51弄双文里、永年路63弄永昌里 |      |
| 黄浦区            | 黄浦区            | HP-023     | 东至贵州路、南至宁波路、西至云南北路、北至牛庄路                         | 里弄住宅风貌街坊 | 宁波路620弄永平安里 |      |
| 黄浦区            | 黄浦区            | HP-024     | 东至广西北路、南至宁波路、西至贵州路、北至牛庄路                         | 里弄住宅风貌街坊 | 宁波路586号新光大戏院旧址、宁波路588号、贵州路160号—170号中国大饭店旧址、牛庄路731弄德兴里 |      |
| 黄浦区            | 黄浦区            | HP-025     | 东至广西北路、南至天津路、西至贵州路路、北至宁波路                       | 里弄住宅风貌街坊 | 宁波路587弄慈安里、宁波路595号虎标永安堂大药房旧址 |      |
| 黄浦区            | 黄浦区            | HP-026     | 东至浙江中路、南至宁波路、西至广西北路、北至牛庄路                       | 里弄住宅风貌街坊 | 宁波路542弄渭水坊 |      |
| 黄浦区            | 黄浦区            | HP-027     | 东至浙江中路、南至天津路、西至广西北路、北至宁波路                       | 里弄住宅风貌街坊 | 天津路480号中山旅馆事件旧址、广西北路446弄德仁里 |      |
| 黄浦区            | 黄浦区            | HP-028     | 东至思南路、南至泰康路、西至瑞金二路、北至建国中路                       | 里弄住宅风貌街坊 | 思南路82弄西三合里、泰康路200号亚美化学股份有限公司旧址、泰康路210弄1号甲、乙号天然味精厂旧址、泰康路210弄2号甲海华制革厂旧址、泰康路210弄2号乙、6号、7号永明瓶盖厂旧址、泰康路210弄5号康福织造厂旧址、泰康路210弄9号久华绸厂旧址、泰康路210弄18号—23号田子坊志成坊、泰康路220号、210弄1号甲、乙、丙、丁、戊大中工业社旧址、泰康路248弄天成里、泰康路248弄48-50号合丰帽厂旧址、泰康路274弄平原坊、泰康路316弄勤乐村、瑞金二路215号住宅、瑞金二路225弄群贤别墅、建国中路61弄和玫坊、建国中路103弄18号住宅、建国中路137弄和平里、建国中路155弄建国坊、建国中路155弄13号杨度旧居、建国中路155弄15号汪亚尘旧居、建国中路155弄25号住宅 |      |
| 黄浦区            | 黄浦区            | HP-029     | 东至外马路、南至新码头街、西至中山南路、北至白渡路                       | 工业遗存风貌街坊 | 老码头 |      |
| 黄浦区            | 黄浦区            | HP-030     | 东至外马路、南至油车码头街、西至中山南路、北至多稼路                     | 工业遗存风貌街坊 | 黄金荣仓库 |      |
| 黄浦区            | 黄浦区            | HP-031     | 东至苗江路、南至黄浦江、西至局门路、北至龙华东路                         | 工业遗存风貌街坊 | 世博浦西园区部分 |      |
| 黄浦区            | 黄浦区            | HP-032     | 东至黄浦江、南至公义码头街、西至外马路、北至毛家园路                     | 工业遗存风貌街坊 | 滨江五库 |      |
| 静安区            | 静安区            | JA-033     | 东至西陕西北路、南至新闸路、西至西康路、北至武定路                       | 里弄住宅风貌街坊 | 陕西北路587—607弄西新别墅、陕西北路617、629、643弄红房子、陕西北路653、663、673弄安逸坊、新闸路1312号黄葆戉旧居、新闸路1316弄慈孝村、新闸路1340弄、1324—1332号三元坊、新闸路1340弄21号花园住宅、新闸路1378弄17号静安区教育学院培训中心、西康路370弄麟村、西康路370弄健村、武定路537弄怀荫里 |      |
| 静安区            | 静安区            | JA-034     | 东至石门二路、南至武定路、西至泰兴路、北至康定东路                       | 里弄住宅风貌街坊 | 康定东路13弄及11—23号泰来里、康定东路3弄及5—9号归仁里 |      |
| 静安区            | 静安区            | JA-035     | 东至常德路、南至武定路、西至胶州路、北至康定路                           | 里弄住宅风貌街坊 | 康定路733弄15—49号承余里、常德路633弄恒德里、常德路633弄65号聂耳旧居 |      |
| 静安区            | 静安区            | JA-036     | 东至胶州路、南至武定路、西至延平路、北至康定路                           | 里弄住宅风貌街坊 | 延平路180、190—220弄太平坊 |      |
| 静安区            | 静安区            | JA-037     | 东至规划路、南至延安中路、西至石门一路、北至大沽路                       | 里弄住宅风貌街坊 | 老成都北路辅德里(7弄)20-34号中国共产党第二次全国代表大会旧址、老成都北路辅德里(7弄)36-44号平民女校旧址、延安中路470弄念吾新村、延安中路504弄多福里、延安中路504弄21号八路军驻沪办事处（兼新四军驻沪办事处）旧址、延安中路540弄汾阳坊、大沽路489弄4－10、5—31号中和新村 |      |
| 静安区            | 静安区            | JA-038     | 东至乌鲁木齐北路、南至延安西路、西至南京西路、北至永源路                 | 里弄住宅风貌街坊 | 延安西路238号上海意大利商务总会旧址、南京西路1875号住宅、南京西路1915弄1—4号世德坊、南京西路1917号住宅、南京西路1955弄百禄村 |      |
| 静安区            | 静安区            | JA-039     | 东至常德路、南至康定路、西至胶州路、北至昌平路                           | 里弄住宅风貌街坊 | 康定路716弄及720—742号康宁村、康定路758弄住宅、康定路770号培进中学6号楼、胶州路510号司米托莫银行旧址、胶州路522号龚氏住宅 |      |
| 静安区            | 静安区            | JA-040     | 东至常德路、南至新闸路、西至胶州路、北至武定路                           | 里弄住宅风貌街坊 | 常德路545弄又一村、常德路545弄大新村、常德路545弄仁达村、常德路545弄39号住宅、新闸路1674弄怡乐村、新闸路1684号住宅、新闸路1702-1708号海关图书馆旧址、胶州路260号闽南堂旧址、胶州路274弄浩园、胶州路320号中国邮电器材总公司、武定路923号慎庐 |      |
| 静安区            | 静安区            | JA-041     | 东至陕西北路、南至康定路、西至西康路、北至昌平路                         | 里弄住宅风貌街坊 | 陕西北路805号住宅、康定路418弄及388—434号三星坊、昌平路421弄12号住宅 |      |
| 静安区            | 静安区            | JA-042     | 东至成都北路、南至新闸路、西至大田路、北至南苏州路                       | 里弄住宅风貌街坊 | 成都北路951、961、971弄聚宝坊、成都北路979弄栖流公所、成都北路1007、1019弄怡和里、新闸路548弄建业里、新闸路566弄及564号养和里、新闸路568、620弄、大田路464弄、492弄、546弄东斯文里 |      |
| 静安区            | 静安区            | JA-043     | 东至胶州路、南至康定路、西至延平路、北至昌平路                           | 混合型风貌街坊   | 胶州路561号上海市政委员会电力部住宅、胶州路601号上海市立实验民众学校旧址、康定路818弄及802—828号安乐村、康定路834号绿庐、康定路848弄及852—870号康村、康定路872弄涵仁里3～23号住宅、康定路878号住宅、康定路888弄春江别墅3～9号住宅 |      |
| 静安区            | 静安区            | JA-044     | 东至胶州路、南至新闸路、西至延平路、北至武定路                           | 混合型风貌街坊   | 胶州路273弄三鸿新村、胶州路273弄2—10弄至善里、胶州路273弄101—109号武陵村、胶州路319弄聚贤里、胶州路319弄3—13号通业里 |      |
| 静安区            | 静安区            | JA-045     | 东至胶州路、南至北京西路、西至万航渡路、北至新闸路                       | 混合型风貌街坊   | 万航渡路239弄长义坊 |      |
| 静安区            | 静安区            | JA-046     | 东至北京西路、西至乌鲁木齐北路、北至万航渡路                             | 混合型风貌街坊   | 万航渡路110、120、130弄百乐新村 |      |
| 静安区 (原闸北区) | 静安区 (原闸北区) | JA-047     | 东至山西北路、南至安庆路、西至康乐路、北至天目东路                       | 里弄住宅风貌街坊 | 天目东路85弄、安庆路366弄均益小区 |      |
| 静安区 (原闸北区) | 静安区 (原闸北区) | JA-048     | 东至康乐路、南至海宁路、西至浙江北路、北至安庆路                         | 里弄住宅风貌街坊 | 安庆路487弄祥新里、海宁路942弄南高寿里 |      |
| 静安区 (原闸北区) | 静安区 (原闸北区) | JA-049     | 东至山西北路、南至海宁路、西至康乐路、北至安庆路                         | 里弄住宅风貌街坊 | 山西北路449弄三星里、山西北路457弄吉庆里、山西北路457弄12号吴昌硕故居、山西北路457弄61号梁氏民宅、山西北路469弄福荫里、山西北路469弄福荫里12号宅、山西北路485弄安迪里、海宁路764弄泰来里、海宁路780弄春安里、海宁路780弄22-24号钱氏民宅、海宁路794弄春桂里、海宁路808弄永平里、海宁路814弄福寿里、海宁路826弄华真坊、海宁路830号西虹口捕房旧址、海宁路844弄文惠坊、海宁路858弄泳源里、康乐路100、106、114弄勤安坊、安庆路331弄永寿里、安庆路351弄万祥里、安庆路351弄4号泰县旅沪同乡会旧址、安庆路381弄耕山里、安庆路395弄成德里、安庆路409弄春晖里                                                                                |      |
| 静安区 (原闸北区) | 静安区 (原闸北区) | JA-050     | 东至规划路、南至汶水路、西至共和新路、北至规划路                         | 工业遗存风貌街坊 | 彭浦机械厂 |      |
| 静安区 (原闸北区) | 静安区 (原闸北区) | JA-051     | 东至规划路、南至永和路、西至万荣路、北至汶水路                           | 工业遗存风貌街坊 | 上海冶金矿山机械厂 |      |
| 静安区 (原闸北区) | 静安区 (原闸北区) | JA-052     | 东至共和新路、南至规划路、西至规划路、北至永和路                         | 工业遗存风貌街坊 | 上海鼓风机厂 |      |
| 静安区 (原闸北区) | 静安区 (原闸北区) | JA-053     | 东至万荣路、南至广中西路、西至规划路、北至灵石路                         | 工业遗存风貌街坊 | 万荣路10号上海第一机床厂、灵石路702号先锋电机厂 |      |
| 静安区 (原闸北区) | 静安区 (原闸北区) | JA-054     | 东至西藏北路、南至光复路、西至晋元路、北至国庆路                         | 工业遗存风貌街坊 | 四行仓库 |      |
| 静安区 (原闸北区) | 静安区 (原闸北区) | JA-055     | 东至甘肃路、南至北苏州路、西至西藏北路、北至曲阜路                       | 工业遗存风貌街坊 | 甘肃路23-45号甘一仓库、北苏州路944号甘四仓库、北苏州路970号北二仓库、北苏州路988号永康仓库、北苏州路1028号、文安路30号上海中国实业银行仓库旧址、北苏州路1040号上海中国银行办事所及堆栈旧址 |      |
| 静安区 (原闸北区) | 静安区 (原闸北区) | JA-056     | 东至浙江北路、南至北苏州路、西至甘肃路、北至曲阜路                       | 工业遗存风貌街坊 | 北苏州路912号怡和打包厂 |      |
| 静安区 (原闸北区) | 静安区 (原闸北区) | JA-057     | 东至平型关路、南至洛川东路、西至共和新路、北至延长路                     | 历史公园风貌街坊 | 闸北公园 |      |
| 徐汇区            | 徐汇区            | XH-058     | 东至华山路、南至乐山路和广元西路、西至番禺路、北至淮海西路               | 大专院校风貌街坊 | 交通大学 |      |
| 徐汇区            | 徐汇区            | XH-059     | 东至黄浦江、南至云峰油库、西至龙腾大道、北至龙华油库                     | 工业遗存风貌街坊 | 华商上海水泥股份有限公司龙华厂 |      |
| 徐汇区            | 徐汇区            | XH-060     | 东至黄浦江、南至徐梅路、西至规划路、北至淀浦河                           | 工业遗存风貌街坊 | 第六粮食仓库 |      |
| 徐汇区            | 徐汇区            | XH-061     | 东至桂林路、南至漕河泾港、西至虹漕路、北至漕宝路                         | 历史公园风貌街坊 | 桂林公园 |      |
| 徐汇区            | 徐汇区            | XH-062     | 东至漕溪北路、南至南丹路、西至文定路、北至虹桥路                         | 混合型风貌街坊   | 徐家汇天主教堂 |      |
| 徐汇区            | 徐汇区            | XH-063     | 东至天平路、南至衡山路、西至华山路、北至规划一路                         | 里弄住宅风貌街坊 | 衡山坊 |      |
| 虹口区            | 虹口区            | HK-064     | 东至四平路、南至海伦路、西至长春路、北至邢家桥北路                       | 里弄住宅风貌街坊 | 四平路97弄浙兴小区 |      |
| 虹口区            | 虹口区            | HK-065     | 东至百官街、南至塘沽路、西至四川北路、北至昆山路                         | 里弄住宅风貌街坊 | 四川北路856号商务印书馆虹口分店旧址、昆山路227、277号住宅、昆山花园路1～10号住宅、昆山花园路7号丁玲旧居 |      |
| 虹口区            | 虹口区            | HK-066     | 东至哈尔滨路、南至新嘉路、西至四平路、北至海伦路                         | 里弄住宅风貌街坊 | 哈尔滨路52弄瑞康小区 |      |
| 虹口区            | 虹口区            | HK-067     | 东至辽宁路、南至柘皋路、西至哈尔滨路、北至海伦路                         | 里弄住宅风貌街坊 | 东嘉兴路304弄瑞庆里 |      |
| 虹口区            | 虹口区            | HK-068     | 东至哈尔滨路、南至溧阳路、西至辽宁路、北至辽宁路                         | 里弄住宅风貌街坊 | 溧阳路735号哈尔滨大楼 |      |
| 虹口区            | 虹口区            | HK-069     | 东至哈尔滨路、南至吴淞路、西至四平路、北至九龙路                         | 里弄住宅风貌街坊 | 哈尔滨路1号《上海经济日报》旧址、哈尔滨路29弄永福坊、哈尔滨路51弄余庆里、哈尔滨路57弄富春里、吴淞路586弄福祥里、吴淞路604弄南克俭里 |      |
| 虹口区            | 虹口区            | HK-070     | 东至吴淞路、南至海宁路、西至乍浦路、北至武进路                           | 里弄住宅风貌街坊 | 海宁路272弄五福里、乍浦路408号好莱坞大戏院旧址、乍浦路490号住宅、武进路183号沪中会堂旧址、武进路199弄恺乐里、武进路215弄同福里、武进路225弄9～11号住宅 |      |
| 虹口区            | 虹口区            | HK-071     | 东至九龙路、南至余杭路、西至峨眉路、北至海宁路                           | 里弄住宅风貌街坊 | 峨眉路338弄、余杭路133弄恒祥里、峨眉路352弄兴业里 |      |
| 虹口区            | 虹口区            | HK-072     | 东至梧州路、南至东余杭路、西至溧阳路、北至周家嘴路                       | 里弄住宅风貌街坊 | 东余杭路211弄春阳里 |      |
| 虹口区            | 虹口区            | HK-073     | 东至九龙路、南至大名路、西至闵行路、北至长治路                           | 里弄住宅风貌街坊 | 塘沽路42弄平安里、塘沽路62号中共塘沽路秘密电台旧址、塘沽路73弄12号住宅、塘沽路85弄棣萼里、南浔路129弄养正里、南浔路134弄上海五金机电仓库旧址、南浔路153弄（长治路142弄）公和里、南浔路152弄丽农里、大名路179弄山寿里、闵行路130弄闵行新村、长治路206、214弄德心里 |      |
| 虹口区            | 虹口区            | HK-074     | 东至旅顺路、南至东大名路、西至溧阳路、北至东长治路                       | 里弄住宅风貌街坊 | 东大名路355弄百福里、溧阳路125号上海市五金工商业协会旧址、溧阳路177弄崇德里 |      |
| 虹口区            | 虹口区            | HK-075     | 东至唐山路、南至舟山路、西至东余杭路、北至安国路                         | 里弄住宅风貌街坊 | 唐山路685弄业广里、唐山路685弄业广里41号夏衍旧居、唐山路725弄承康里、东余杭路1030弄德福里、东余杭路1078弄金友里、安国路111弄三一里、安国路127—147弄益丰里 |      |
| 虹口区            | 虹口区            | HK-076     | 东至唐山路、南至安国路、西至东余杭路、北至保定路                         | 里弄住宅风貌街坊 | 唐山路753号住宅、唐山路765弄正心里、唐山路781弄逢源里、唐山路799弄崇义里、唐山路809弄景余里、唐山路827弄生吉里、安国路118—154弄世厚里、安国路166—204弄富春坊、东余杭路1140弄泰昌里 |      |
| 虹口区            | 虹口区            | HK-077     | 东至大连路、南至平凉路、西至临潼路、北至榆林路                           | 里弄住宅风貌街坊 | 平凉路25号住宅、平凉路41弄榆林里、平凉路57弄积善里、榆林路114弄平凉村 |      |
| 虹口区            | 虹口区            | HK-078     | 东至九龙路、南至长治路、西至峨眉路、北至汉阳路                           | 里弄住宅风貌街坊 | 长治路119～135号住宅、长治路159号住宅、长治路197弄德润里、塘沽路93弄三益里、南浔路193号住宅、南浔路281号圣芳济学院旧址、南浔路284—312弄四联里、闵行路171-181号、201-211号、峨眉路70-80号角田公寓、闵行路178、188弄东新康里 |      |
| 虹口区            | 虹口区            | HK-079     | 东至梧州路、南至周家嘴路、西至溧阳路、北至沙泾路                         | 工业遗存风貌街坊 | 上海工部局宰牲场 |      |
| 虹口区            | 虹口区            | HK-080     | 东至四川北路、南至天潼路、西至江西北路、北至七浦路                       | 工业遗存风貌街坊 | 信谊化学制药厂 |      |
| 虹口区            | 虹口区            | HK-081     | 东至大连路、南至新港路、西至天宝路、北至阜新路                           | 历史公园风貌街坊 | 和平公园 |      |
| 虹口区            | 虹口区            | HK-082     | 东至乍浦路、南至塘沽路、西至百官街、北至昆山路                           | 历史公园风貌街坊 | 昆山公园 |      |
| 虹口区            | 虹口区            | HK-083     | 东至沙泾路、南至溧阳路、西至哈尔滨路、北至沙泾港                         | 混合型风貌街坊   | 沙泾路29号上海工部局宰牲场旧址处理工场、溧阳路637弄常乐里、哈尔滨路122、144弄兰葳里、哈尔滨路160号英商和记有限公司上海机器冰厂 |      |
| 虹口区            | 虹口区            | HK-084     | 东至武进路、南至吴淞路、西至哈尔滨路、北至九龙路                         | 混合型风貌街坊   | 武进路86号日本第四国民学校、吴淞路560号虹口救火会旧址 |      |
| 虹口区            | 虹口区            | HK-085     | 东至刑家桥南路、西至四川北路、北至东宝兴路                               | 混合型风貌街坊   | 厚德路15弄崇义坊、四川北路1552号广东大戏院旧址、四川北路1604弄四川里 |      |
| 普陀区            | 普陀区            | PT-086-090 | 东至梅岭北路、南至兰溪路、西至兰溪路、北至梅岭北路                       | 工人新村风貌街坊 | 曹杨一村 |      |
| 普陀区            | 普陀区            | PT-091     | 东至中山北路、南至光复西路、西至枣阳路、北至金沙江路                     | 大专院校风貌街坊 | 华东师范大学 |      |
| 普陀区            | 普陀区            | PT-092     | 东、西、北至吴淞江、南至宜昌路                                           | 工业遗存风貌街坊 | 上海啤酒厂 |      |
| 普陀区            | 普陀区            | PT-093     | 东、北至吴淞江、南至澳门路、西至昌化路                                   | 工业遗存风貌街坊 | 上海面粉厂 |      |
| 杨浦区            | 杨浦区            | YP-094     | 东至杨树浦路、南至规划路、西至规划路、北至临青路                         | 里弄住宅风貌街坊 | 杨树浦路1991弄华忻坊 |      |
| 杨浦区            | 杨浦区            | YP-095     | 东至彰武路、南至彰武路、西至四平路、北至中山北二路                       | 工人新村风貌街坊 | 同济新村 |      |
| 杨浦区            | 杨浦区            | YP-096     | 东至抚顺路、南至苏家屯路、西至阜新路、北至鞍山路                         | 工人新村风貌街坊 | 鞍山四村第二小区 |      |
| 杨浦区            | 杨浦区            | YP-097     | 东至国定路、南至邯郸路、西至规划路、北至规划路                           | 大专院校风貌街坊 | 复旦大学 |      |
| 杨浦区            | 杨浦区            | YP-098     | 东至四平路、南至赤峰路、西至密云路、北至国康路                           | 大专院校风貌街坊 | 同济大学 |      |
| 杨浦区            | 杨浦区            | YP-099     | 东至运河、南至海安路、西至军工路和民治路、北至春江路                     | 大专院校风貌街坊 | 上海理工大学 |      |
| 杨浦区            | 杨浦区            | YP-100     | 东至杨树浦路、南至内江路、西至波阳路、北至定海路                         | 工业遗存风貌街坊 | 上海第十七棉纺厂 |      |
| 杨浦区            | 杨浦区            | YP-101     | 东至定海路、南至黄浦江、西至规划贵阳南路、北至杨树浦路                   | 工业遗存风貌街坊 | 上海第十七棉纺厂 |      |
| 杨浦区            | 杨浦区            | YP-102     | 东至规划贵阳南路、南至规划安浦路、西至规划腾越路、北至杨树浦路           | 工业遗存风貌街坊 | 杨树浦发电厂 |      |
| 杨浦区            | 杨浦区            | YP-103     | 东至规划贵阳南路、南至黄浦江、西至规划腾越路、北至规划安浦路             | 工业遗存风貌街坊 | 杨树浦发电厂 |      |
| 杨浦区            | 杨浦区            | YP-104     | 东至规划平定路、南至规划安浦路、西至规划宁武南路、北至杨树浦路           | 工业遗存风貌街坊 | 英商中国制皂有限公司 |      |
| 杨浦区            | 杨浦区            | YP-105     | 东至规划宁武南路、南至规划安浦路、西至规划双阳南路、北至规划阳浦路       | 工业遗存风貌街坊 | 上海电气电站辅机厂 |      |
| 杨浦区            | 杨浦区            | YP-106     | 东至规划广德路、南至规划安浦路、西至规划松潘南路、北至规划阳浦路         | 工业遗存风貌街坊 | 上海电气电站辅机厂 |      |
| 杨浦区            | 杨浦区            | YP-107     | 东至规划宁武南路、南至黄浦江、西至宁国路、北至规划安浦路                 | 工业遗存风貌街坊 | 上海电气电站辅机厂 |      |
| 杨浦区            | 杨浦区            | YP-108     | 东至规划德纱路、南至规划安浦路、西至兰州路、北至杨树浦路                 | 工业遗存风貌街坊 | 交通运输部上海打捞局 |      |
| 杨浦区            | 杨浦区            | YP-109     | 东至兰州路、南至规划安浦路、西至丹东路、北至杨树浦路                     | 工业遗存风貌街坊 | 上海港机械修造有限公司 |      |
| 杨浦区            | 杨浦区            | YP-110     | 东至兰州路、南至黄浦江、西至秦皇岛路、北至规划天章路-杨树浦路-规划怀德路 | 工业遗存风貌街坊 | 上海港务局机械修造厂、上海船厂船舶有限公司 |      |
| 宝山区            | 宝山区            | BS-111     | 东至规划淞滨支路、南至淞浦路、西至泗东路、北至淞兴西路                   | 里弄住宅风貌街坊 | 二纺老工房 |      |
| 宝山区            | 宝山区            | BS-112     | 东至鹤岗路、南至长江路、西至江杨南路、北至蕴藻浜                         | 工业遗存风貌街坊 | 含上钢一厂、吴淞煤气厂、玻璃博物馆等 |      |
| 浦东新区          | 川沙镇            | PD-113     | 东至四灶浜、南至四灶浜、西至上海瑞祥油脂有限公司、北至川杨河             | 传统村落街坊     | |      |
| 浦东新区          | 川沙镇            | PD-114     | 东至北市街、南至西市街、西至城河、北至城壕路                             | 传统村落街坊     | |      |
| 浦东新区          | 张江镇            | PD-115     | 东至广兰路、南至江东路、西至马家浜                                       | 传统村落街坊     | |      |
| 浦东新区          | 三林镇            | PD-116     | 东至西新港、南至西林街、西至西林街、北至三林路                           | 传统村落街坊     | |      |
| 浦东新区          | 三林镇            | PD-117     | 东至灵岩南路、南至规划路、西至长清路、北至三林路                         | 传统村落街坊     | |      |
| 浦东新区          | 三林镇            | PD-118     | 东至三新路、南至规划路、西至灵岩南路、北至三林路                         | 传统村落街坊     | |      |
| 浦东新区          | 大团镇            | PD-119     | 南至南芦公路、永宁东路和永定南路两侧街坊                                 | 传统村落街坊     | |      |

### 第二批风貌保护街坊名单
| 序号 | 区名   | 街坊编号 | 四至范围                                    | 备注 | 照片 |
| ---- | ------ | -------- | ------------------------------------------- | --- | ---- |
| 1    | 黄浦区 | HP-01-Ⅱ  | 新桥路-新闸路-成都北路-南苏州路             | 新桥路9弄春在里、新桥路19弄育伦里、新桥路29弄同安坊、新桥路51弄小区、新桥路71弄竟业里、新闸路418弄上吉坊、新闸路456弄新聚庆里、新闸路478弄聚庆里、成都北路962弄九春里、成都北路972弄祥安里、成都北路998弄三街洋房屋、成都北路998弄大兴里、成都北路1012弄三街杀猪弄、成都北路1012弄内10号公盛里、南苏州路1295号-1305号上海市纺织原料公司新闸桥仓库                                                                                                |      |
| 2    | 黄浦区 | HP-02-Ⅱ  | 新昌路-北京西路-成都北路-山海关路           | 新昌路295弄新余里、新昌路315弄和平村、新昌路345弄内13—23号京兆西里、新昌路345弄内24—58号惟仁坊、新昌路345弄25—37号鼎余坊、新昌路345弄内39—47号永炳里、新昌路345弄70—104号义德里、新昌路353弄后三德里、新昌路361弄树德新村、新昌路375弄厚德里、新昌路389弄懋益里、北京西路318弄道达里、北京西路340弄承德坊、北京西路364弄裕洪里、北京西路364弄146支弄陇西里、成都北路696弄浦行别墅、成都北路712弄成都里、成都北路772弄义成坊、山海关路153弄柏福里 |      |
| 3    | 黄浦区 | HP-03-Ⅱ  | 长沙路-北京西路-温州路-新闸路               | 长沙路133弄余德坊、长沙路139弄和安坊、长沙路149弄内保安坊、长沙路149弄内正贤坊、长沙路149弄内34－46号保汝里、长沙路149弄62号中共地下党电台器材供应站旧址、北京西路108弄惠然里、北京西路120弄平乔里、北京西路134弄三星里、温州路54弄耕畴里、温州路62弄小区、温州路68弄小区、温州路88、100弄三祝里、温州路110弄小区、新闸路147弄鸿瑞里 |      |
| 4    | 黄浦区 | HP-04-Ⅱ  | 西藏中路-新闸路-水景苑南侧街坊内部通道      | 新闸路66弄鸿福里 |      |
| 5    | 黄浦区 | HP-05-Ⅱ  | 浙江中路-北京东路-贵州路-厦门路             | 浙江中路575弄保康里、浙江中路599、609弄洪德里、北京东路780号金城大戏院旧址、贵州路270弄富润里、厦门路161弄荣寿里 |      |
| 6    | 黄浦区 | HP-06-Ⅱ  | 广西北路-牛庄路-贵州路-芝罘路               | 贵州路198弄南益丰里 |      |
| 7    | 黄浦区 | HP-07-Ⅱ  | 福建中路-牛庄路-顾家弄-北京东路             | 福建中路509弄福和里、福建中路533弄厚德里、顾家弄68、76弄顾家弄、北京东路607弄敦贻里、北京东路627弄松安里、北京东路645弄纯孝里、北京东路647弄修德坊、南无锡路136弄茂盛里、南无锡路162弄峻德里 |      |
| 8    | 黄浦区 | HP-08-Ⅱ  | 福建中路-宁波路-浙江中路-牛庄路             | 宁波路430弄钱江里、宁波路446弄群益坊、宁波路456弄萃福里、宁波路470弄瑞芝里、宁波路476号中国华成烟草公司旧址、宁波路520弄光华坊、顾家弄23弄百德里、宁波路顾家弄 |      |
| 9    | 黄浦区 | HP-09-Ⅱ  | 福建中路-天津路-浙江中路-宁波路             | 福建中路427号张崇新酱园旧址、天津路426弄龙兴里、天津路440弄保安里、龙泉园路36、44、50弄善全里 |      |
| 10   | 黄浦区 | HP-10-Ⅱ  | 山西南路-宁波路-福建中路-北京东路           | 山西南路309～321号楼、山西南路331弄福星坊、山西南路349弄德和里、南无锡路16弄顺寿里、南无锡路64弄仁德里、北无锡路28弄瑞兴里、北无锡路43弄铸范里、北无锡路46弄平阳里、北无锡路60弄升昌里 |      |
| 11   | 黄浦区 | HP-11-Ⅱ  | 山西南路-天津路-福建中路-宁波路             | 山西南路255弄丝业会馆弄、天津路236弄升荣里、五福弄78弄南随安里、五福弄86弄北随安里、福建中路410号大江南大楼、台湾路9、19、29弄满春里、台湾路42弄恰成坊、宁波路363弄耕兴里 |      |
| 12   | 黄浦区 | HP-12-Ⅱ  | 山西南路-南京东路-福建中路-天津路           | 南京东路414号邵万生南货店、南京东路422号朵云轩、南京东路432号老凤祥银楼、南京东路450弄慈永里、南京东路486弄保安里、南京东路470号～480号女子银行旧址、南京东路490～496号巾帼大楼、五福弄51弄五福里、石潭弄48号保安司徒庙旧址、盆汤弄20弄北高阳里、福建中路352弄永余坊、天津路247弄维庆里、天津路295弄东富康里、天津路305弄西富康里 |      |
| 13   | 黄浦区 | HP-13-Ⅱ  | 浙江中路-广东路-广西北路-福州路             | 浙江中路109弄槐荫里、浙江中路123号浙江大戏院旧址、平望街6弄平望里、平望街36弄莱阳里、福州路603～605号王宝和酒店 |      |
| 14   | 黄浦区 | HP-14-Ⅱ  | 湖北路-广东路-浙江中路-福州路               | 浙江中路108、118、128弄清和坊、浙江中路112号中共中央与中央军委联络点旧址、福州路531弄波斯胡同 |      |
| 15   | 黄浦区 | HP-15-Ⅱ  | 山东中路-福州路-山西南路-汉口路             | 山西南路10弄怡益里、山西南路26弄大年坊、汉口路309号申报馆旧址、汉口路341弄太平坊、汉口路355弄同安里 |      |
| 16   | 黄浦区 | HP-16-Ⅱ  | 山东中路-广东路-福建中路-福州路             | 山东中路117弄尚仁坊、山东中路145号麦家圈医院旧址、广东路352弄普爱坊、广东路375—420弄自由坊、广东路414弄自由坊、广东路420弄德和里、广东路440弄、福建中路88弄紫金坊、福建中路84、94弄吉安里、福建中路112弄新普庆里、福建中路140弄聚源坊、福州路343号杏花楼、福州路379弄东公和里、福州路379弄50号江苏旅社旧址、福州路393弄西公和里、福州路415～433号吴宫大楼                                                                                        |      |
| 17   | 黄浦区 | HP-17-Ⅱ  | 河南中路-福州路-山东中路-汉口路             | 福州路252弄中和里、福州路268号、272弄3号开明书店旧址、山东中路202、228弄永乐里、汉口路271弄兆福里、汉口路297弄朝宗坊 |      |
| 18   | 黄浦区 | HP-18-Ⅱ  | 河南中路-广东路-山东中路-福州路             | 广东路299弄、河南中路107弄宝善里、河南中路221号商务印书馆发行所旧址、昭通路17弄、山东中路144弄通裕里 |      |
| 19   | 黄浦区 | HP-19-Ⅱ  | 广西南路-淮海东路-云南南路-金陵东路         | 广西南路58弄仁美里西弄、广西南路86弄执中里 |      |
| 20   | 黄浦区 | HP-20-Ⅱ  | 永寿路-淮海东路-广西南路-金陵东路           | 永寿路176弄立贤里 |      |
| 21   | 黄浦区 | HP-21-Ⅱ  | 浙江南路-淮海东路-永寿路-金陵东路           | 浙江南路166弄首禄里、淮海东路4弄南原上里、永寿路99弄东高第里、永寿路109弄北原上里、永寿路109弄内11—13号锦衣坊 |      |
| 22   | 黄浦区 | HP-22-Ⅱ  | 中山东二路-新永安路-永安路-金陵东路         | 新永安路12弄永安坊、永安路13弄（原新永安路12弄）15号中共地下党秘密联络点永安坊旧址、金陵东路15弄祥安里、金陵东路25号～41号紫金公寓 |      |
| 23   | 黄浦区 | HP-23-Ⅱ  | 成都南路-长乐路-瑞金一路-巨鹿路             | 长乐路236弄庆福里、长乐路272弄中和村、长乐路272弄14号住宅、长乐路294弄1-104号、瑞金一路121弄高福里、瑞金一路79—93弄庆顺里、瑞金一路99弄4号花园住宅、巨鹿路155弄福海里、巨鹿路163弄厚德里、巨鹿路181弄晋福里、巨鹿路181弄26号住宅、巨鹿路201弄特秀坊、巨鹿路211弄同福里、巨鹿路211弄2号住宅、巨鹿路211弄（同福里）16号中共江苏省委机关旧址、巨鹿路225弄三益里                                                                                     |      |
| 24   | 黄浦区 | HP-24-Ⅱ  | 马当路-淮海中路-淡水路-金陵西路             | 淮海中路358弄尚贤坊、淮海中路358弄21号陈云旧居 |      |
| 25   | 黄浦区 | HP-25-Ⅱ  | 人民路-方浜西路-西藏南路-会稽路             | 方浜西路38弄永华里、西藏南路439弄1—20号新乐里、会稽路19弄1—39号银河里、会稽路45弄1—35号慎余里 |      |
| 26   | 黄浦区 | HP-26-Ⅱ  | 东台路-复兴中路-吉安路-自忠路               | 东台路156弄荣生里、东台路176弄锡义里、东台路180号住宅、复兴中路23、32弄永安里、复兴中路34号住宅、复兴中路58弄王家宅、复兴中路58弄4号王家宅、复兴中路64弄紫阳里、吉安路121、123弄仁德里、吉安路125弄吉祥里、吉安路125弄吉祥里11号住宅、吉安路163弄文德里2号住宅、吉安路199弄成业里、自忠路37弄大华里 |      |
| 27   | 黄浦区 | HP-27-Ⅱ  | 西藏南路-复兴中路-东台路-自忠路             | 西藏南路412弄全裕里、西藏南路412弄全裕里8号住宅、东台路117号老虎灶、东台路157号住宅、东台路167弄仁寿里、东台路177弄安纳坊、自忠路15弄兴安里 |      |
| 28   | 黄浦区 | HP-28-Ⅱ  | 顺昌路-合肥路-黄陂南路-复兴中路             | 顺昌路330号天厨味精厂旧址、合肥路148弄光明村遗址、合肥路168弄安吉坊、黄陂南路575号住宅、复兴中路221弄成裕里、复兴中路221弄12号又新印刷所旧址、复兴中路239弄冠华里、复兴中路239弄4号中共上海区委早期党校旧址、复兴中路263弄1-27号维厚里遗址、复兴中路285弄瑞华坊 |      |
| 29   | 黄浦区 | HP-29-Ⅱ  | 东台路-肇周路-吉安路-复兴中路               | 东台路274号住宅、东台路278弄根德坊、东台路284弄务本里、肇周路78弄德祥里、吉安路271号法藏讲寺、吉安路303弄绍益里 |      |
| 30   | 黄浦区 | HP-30-Ⅱ  | 顺昌路-建国东路-黄陂南路-合肥路             | 顺昌路386弄福兴坊、顺昌路424弄祥顺里、顺昌路472弄云成里、顺昌路472弄云福村、顺昌路472弄49号住宅、建国东路120弄得利坊、建国东路138弄安越里、黄陂南路641弄安义里、黄陂南路663弄杏村、黄陂南路679弄宝兴里、黄陂南路685弄恒昌里、黄陂南路707弄文安坊、合肥路117弄余兴坊、合肥路127弄五丰里 |      |
| 31   | 黄浦区 | HP-31-Ⅱ  | 顺昌路-永年路-黄陂南路-建国东路             | 顺昌路504弄西顺阳里、顺昌路520弄永华坊、建国东路115弄四达里、建国东路143弄安顺里 |      |
| 32   | 黄浦区 | HP-32-Ⅱ  | 肇周路-永年路-顺昌路-建国东路               | 肇周路332弄梨园坊、永年路24弄维兴里、永年路44弄双桂里、永年路78弄鼎臣东里、永年路78弄3号佛化祗园法会旧址、永年路92弄泰安里、顺昌路507弄东顺阳里、建国东路11号荣金大戏院旧址、建国东路31弄恒昌里、建国东路39弄康益里、建国东路61弄康吉里、建国东路75弄积善里 |      |
| 33   | 黄浦区 | HP-33-Ⅱ  | 顺昌路-徐家汇路-黄陂南路-永年路             | 顺昌路550弄大新村、顺昌路556弄大康坊、顺昌路560号上海美术专科学校旧址、顺昌路612弄信陵村、永年路149弄天祥里、永年路171弄三兴坊 |      |
| 34   | 黄浦区 | HP-34-Ⅱ  | 南苏州路-厦门路-浙江中路                    | 厦门路42弄震厚里、厦门路50弄顺康里、厦门路56号中共地下党秘密联络点厦门路旧址、厦门路60弄苏润里、厦门路64弄福寿村、厦门路76弄均安里 |      |
| 35   | 黄浦区 | HP-35-Ⅱ  | 山西南路-北京东路-新菜场路-南苏州路         | |      |
| 36   | 黄浦区 | HP-36-Ⅱ  | 新昌路-新闸路-新桥路-南苏州路               | |      |
| 37   | 黄浦区 | HP-37-Ⅱ  | 温州路-北京西路-黄河路-新闸路               | |      |
| 38   | 黄浦区 | HP-38-Ⅱ  | 贵州路-芝罘路-北京东路                      | |      |
| 39   | 黄浦区 | HP-39-Ⅱ  | 山东北路-宁波路-山西南路-北京东路           | |      |
| 40   | 黄浦区 | HP-40-Ⅱ  | 河南中路-北京东路-山东北路-南苏州路         | |      |
| 41   | 黄浦区 | HP-41-Ⅱ  | 河南中路-宁波路-山东北路-北京东路           | |      |
| 42   | 黄浦区 | HP-42-Ⅱ  | 河南中路-天津路-山东北路-宁波路             | |      |
| 43   | 黄浦区 | HP-43-Ⅱ  | 河南中路-南京东路-山西南路-天津路           | |      |
| 44   | 黄浦区 | HP-44-Ⅱ  | 山西南路-福州路-福建中路-汉口路             | |      |
| 45   | 黄浦区 | HP-45-Ⅱ  | 云南南路-宁海东路-西藏南路-延安东路         | |      |
| 46   | 黄浦区 | HP-46-Ⅱ  | 松下路-金陵东路-山东南路-宁海东路           | |      |
| 47   | 黄浦区 | HP-47-Ⅱ  | 马当路-太仓路-淡水路-兴安路                 | |      |
| 48   | 黄浦区 | HP-48-Ⅱ  | 云南南路-寿宁路-西藏南路-淮海东路           | |      |
| 49   | 黄浦区 | HP-49-Ⅱ  | 肇周路-建国东路-顺昌路-合肥路               | |      |
| 50   | 黄浦区 | HP-50-Ⅱ  | 迎勋路-陆家浜路-大兴街-江阴街               | |      |
| 51   | 黄浦区 | HP-51-Ⅱ  | 糖坊弄-东江阴街-跨龙路-中华路               | |      |
| 52   | 黄浦区 | HP-52-Ⅱ  | 桑园街-陆家浜路-跨龙路-东江阴街             | |      |
| 53   | 徐汇区 | XH-01-II | 枫林路-平江路-福庆路-东安路-肇嘉浜路        | |      |
| 54   | 徐汇区 | XH-02-II | 小木桥路-平江路-枫林路-肇家浜路             | |      |
| 55   | 徐汇区 | XH-03-II | 番禺路-淮海西路-番禺小区西侧用地边界        | |      |
| 56   | 静安区 | JA-01-II | 宝山路-宝通路-宝源路-宝昌路                 | |      |
| 57   | 静安区 | JA-02-II | 宝山路-宝昌路-宝源路                        | |      |
| 58   | 静安区 | JA-03-II | 宝山路-东华路-罗浮路-东新民路               | |      |
| 59   | 静安区 | JA-04-II | 宝山路-东新民路-罗浮路-武进路               | |      |
| 60   | 静安区 | JA-05-II | 新闸路-成都北路-山海关路-大田路             | |      |
| 61   | 静安区 | JA-06-II | 北京西路-大田路-凤阳路-奉贤路-石门二路      | |      |
| 62   | 静安区 | JA-07-II | 升平街-石门一路-延安高架路-茂名北路         | |      |
| 63   | 静安区 | JA-08-II | 康乐路-安庆路-浙江北路-天目东路             | |      |
| 64   | 静安区 | JA-09-II | 浙江北路-海宁路-西藏北路-天目中路           | |      |
| 65   | 静安区 | JA-10-II | 南京西路-延安路高架-镇宁路-永源路           | 圆明讲堂、余舍、蝶来新村、鹤鸣里、永顺弄、广德里 |      |
| 66   | 静安区 | JA-11-II | 泰兴路-康定路-昌化路-昌平路-西苏州路        | 逸庐、涵养村、隆智里、余德里、曹家花园、麦根里、润德里、安平里、义顺里、乐勤坊、北永泰里、淮安里社区 |      |
| 67   | 静安区 | JA-12-II | 江宁路-新闸路-陕西北路-武定路               | 德庆坊、德庐坊 |      |
| 68   | 静安区 | JA-13-II | 昌化路-新闸路-江宁路-武定路                 | 沁园村、荣茂里、贵记里 |      |
| 69   | 静安区 | JA-14-II | 泰兴路-新闸路-昌化路-武定路                 | 中华新村、元利当铺旧址 |      |
| 70   | 静安区 | JA-15-II | 泰兴路-北京西路-江宁路-新闸路               | 江宁村、甄庆里、传福里、星村、老四维村、昌厚村、郑家巷、源茂村、四维村 |      |
| 71   | 静安区 | JA-16-II | 大田路-新闸路-石门二路-顺德路               | 新闸路714～756号区段内的住宅、石门二路258～356号区段内的住宅、顺德路89弄 |      |
| 72   | 静安区 | JA-17-II | 成都北路-南京西路-凤阳路                    | |      |
| 73   | 静安区 | JA-18-II | 成都北路-威海路-青海路-南京西路             | 警察公寓、润康村 |      |
| 74   | 静安区 | JA-19-II | 石门一路-升平街-茂名北路-威海路             | 永青里、芝瑞里、承庆里、润德里、鸿运里、福益里、泰兴里、梅村、上海茂名路毛主席旧居 |      |
| 75   | 杨浦区 | YP-01-Ⅱ  | 临青路-周家牌路-松潘路-杭州路               | 普爱坊、九厂工房、顺成里、修仁坊、楚城大戏院、明德里、临青路103～197号住宅、利民里、杭州路420～620号住宅 |      |
| 76   | 杨浦区 | YP-02-Ⅱ  | 规划路-杨树浦路-松潘路-周家牌路             | |      |
| 77   | 杨浦区 | YP-03-Ⅱ  | 许昌路-平凉路-汾州路-榆林路                 | 隆义里、耀华里、宝福里 |      |
| 78   | 杨浦区 | YP-04-Ⅱ  | 汾州路-平凉路-通北路-榆林路                 | 仁义里、新德里、忠德里、隆仁里 |      |
| 79   | 杨浦区 | YP-05-Ⅱ  | 怀德路-扬州路-许昌路-平凉路                 | 小三益里、三益里、协兴里 |      |
| 80   | 杨浦区 | YP-06-Ⅱ  | 许昌路-杨树浦路-通北路-扬州路               | 杨树浦路713号住宅、百忍坊、新康里、同盛里、纺三宿舍 |      |
| 81   | 杨浦区 | YP-07-Ⅱ  | 汾州路-扬州路-通北路-平凉路                 | 华平里、隆信坊、汾州里 |      |
| 82   | 杨浦区 | YP-08-Ⅱ  | 军工路-平凉路-规划白洋淀路-长阳路           | |      |
| 83   | 杨浦区 | YP-09-Ⅱ  | 定海路-波阳路-内江路-平凉路                 | 十七厂宿舍 |      |
| 84   | 杨浦区 | YP-10-Ⅱ  | 内江路-杨树浦路-贵阳路-凉州路               | 裕康里、亚西亚工房 |      |
| 85   | 杨浦区 | YP-11-Ⅱ  | 贵阳路-杨树浦路-隆昌路-凉州路               | 义德里、德源里、福昌里、杨树浦路2525～2865号区段内的住宅、凉州路1号～347号区段内的住宅 |      |
| 86   | 杨浦区 | YP-12-Ⅱ  | 隆昌路-杨树浦路-规划平定路-海州路           | 海州路180弄小区、杨树浦路2385～2487号住宅、均安里 |      |
| 87   | 杨浦区 | YP-13-Ⅱ  | 规划双阳路-周家牌路-临青路-杭州路           | |      |
| 88   | 杨浦区 | YP-14-Ⅱ  | 松潘路-杨树浦路-宁国路-杭州路               | 存和里、松茂里、元余里 |      |
| 89   | 杨浦区 | YP-15-Ⅱ  | 渭南路-沈阳路-眉州路-平凉路                 | 新华里 |      |
| 90   | 杨浦区 | YP-16-Ⅱ  | 渭南路-杭州路-眉州路-沈阳路                 | 高阳里、永安里 |      |
| 91   | 杨浦区 | YP-17-Ⅱ  | 宁国路-杨树浦路-渭南路-广州路延伸段公共通道 | 安庆里 |      |
| 92   | 杨浦区 | YP-18-Ⅱ  | 渭南路-杨树浦路-眉州路-广州路               | 东华里、安德里、毓常里 |      |
| 93   | 杨浦区 | YP-19-Ⅱ  | 眉州路-杨树浦路-杨树浦港-广州路             | 留春里、三益里 |      |
| 94   | 杨浦区 | YP-20-Ⅱ  | 辽阳路-长阳路-荆州路-昆明路                 | 林园坊、达昌里、昆明路600弄小区 |      |
| 95   | 杨浦区 | YP-21-Ⅱ  | 许昌路-惠民路-通北路-济宁路                 | 英商正广和股份有限公司仓库大楼、同乐坊、许昌路661号～725号 |      |
| 96   | 杨浦区 | YP-22-Ⅱ  | 许昌路-榆林路-汾州路-惠民路                 | 惠民路702号、恒丰工房、和安里、榆林路569～599号住宅 |      |
| 97   | 杨浦区 | YP-23-Ⅱ  | 汾州路-榆林路-规划通北路-惠民路             | 康庐、锦德里、榆林路429～497号住宅、汾州路185号～207弄住宅 |      |
| 98   | 杨浦区 | YP-24-Ⅱ  | 许昌路-扬州路-汾州路-平凉路                 | 汾州里、华平里、隆信坊 |      |
| 99   | 杨浦区 | YP-25-Ⅱ  | 江浦路-扬州路-怀德路-平凉路                 | 扬州里、怀德路482弄小区 |      |
| 100  | 杨浦区 | YP-26-Ⅱ  | 江浦路-杨树浦路-怀德路-龙江路               | 仁昌里、上水工房、罗宋工房 |      |
| 101  | 杨浦区 | YP-27-Ⅱ  | 齐齐哈尔路-丹阳路-江浦路-龙江路             | 大纯工房、江浦路214弄～290号住宅、丹阳路25～49号住宅 |      |
| 102  | 杨浦区 | YP-28-Ⅱ  | 齐齐哈尔路-福宁路-江浦路-丹阳路             | 九如里、日商上海纱厂一厂工房 |      |
| 103  | 虹口区 | HK-01-Ⅱ  | 四川北路-邢家桥南路-新广路-川公路           | 士德里、大德里、恒安坊、新祥里、甄兴里、正兴里、广新里、建德新村、德仁里、开明新村、中一新村、永庆里、荣光新村、祥经里 |      |
| 104  | 虹口区 | HK-02-Ⅱ  | 四川北路-海宁路-江西北路-武进路             | 怡兴里、公益坊、永吉里、老大福里、陈复兴里、荣升里（荣陆里）、蕃祉里、粤秀坊、乐善里（疑似拆除）、保安里（疑似拆除）、扆虹园旧址 |      |
| 105  | 虹口区 | HK-03-Ⅱ  | 江西北路-海宁路-河南北路-武进路             | 耕德里、鸿安里、同昌里、德年新村、东寿坊、永安里、宝兴里 |      |
| 106  | 虹口区 | HK-04-Ⅱ  | 吴淞路-天潼路-乍浦路-武昌路                 | 联安里、同仁里、共和坊、颐和里 |      |
| 107  | 虹口区 | HK-05-Ⅱ  | 高阳路-东大名路-新建路-东长治路             | 安多里、仁兴里、永成里、公和祥码头仓库旧址 |      |
| 108  | 虹口区 | HK-06-Ⅱ  | 舟山路-周家嘴路-公平路-岳州路               | 泰安坊、嘉德里、同庆里、天厚里、永兴里、竟成坊（经顺坊） |      |
| 109  | 虹口区 | HK-07-Ⅱ  | 保定路-东余杭路-安国路-周家嘴路             | 禄寿里、荣昌里、凌家宅、秦晋村、文华里 |      |
| 110  | 虹口区 | HK-08-Ⅱ  | 安国路-东余杭路-舟山路-周家嘴路             | 余庆里、恭安坊、群贤里 |      |
| 111  | 虹口区 | HK-09-Ⅱ  | 舟山路-东余杭路-公平路-周家嘴路             | 三多里、同福里、景星里、通德里、柳荫里、柳荫小筑、永昌里、庆福里（疑似拆除）、项氏旧宅 |      |
| 112  | 虹口区 | HK-10-Ⅱ  | 保定路-昆明路-安国路-唐山路                 | 成厚里（福源里）、源福里 |      |
| 113  | 虹口区 | HK-11-Ⅱ  | 中州路-武进路-罗浮路-虬江路                 | 中州新村、安福里、英华书馆旧址、第二中部日本小学旧址、俭德储蓄会大楼、承德里、谦厚里、增盛里、聚兴里 |      |
| 114  | 虹口区 | HK-12-Ⅱ  | 乍浦路-海宁路-四川北路-武进路               | 顺天坊、本圀寺旧址、融光大戏院旧址、上海日日新闻旧址、西本愿寺上海别院旧址、长源里、中国银行虹口大楼、四行大楼 |      |
| 115  | 虹口区 | HK-13-Ⅱ  | 乍浦路-昆山路-百官街-海宁路                 | 会元里 |      |
| 116  | 虹口区 | HK-14-Ⅱ  | 吴淞路-昆山路-乍浦路-海宁路                 | 同庆里、共和里、长安里、猛将弄 |      |
| 117  | 虹口区 | HK-15-Ⅱ  | 峨眉路-茂林路-吴淞路-海宁路                 | 东兴里 |      |
| 118  | 虹口区 | HK-16-Ⅱ  | 峨眉路-闵行路-吴淞路-塘沽路                 | 新康里、公安大楼 |      |
| 119  | 虹口区 | HK-17-Ⅱ  | 梧州路-东汉阳路-溧阳路-东余杭路             | |      |
| 120  | 虹口区 | HK-18-Ⅱ  | 高阳路-东长治路-新建路-唐山路               | 培德坊、蕃生里、卜内门洋碱公司仓库旧址、高阳路215号住宅 |      |
| 121  | 虹口区 | HK-19-Ⅱ  | 丹徒路-东大名路-高阳路-东长治路             | 祥光里、高阳大楼 |      |
| 122  | 虹口区 | HK-20-Ⅱ  | 唐山路-公平路-东余杭路-舟山路               | 三联居委会 |      |
| 123  | 虹口区 | HK-21-Ⅱ  | 安国路-昆明路-舟山路-唐山路                 | 藩兴里 |      |
| 124  | 虹口区 | HK-22-Ⅱ  | 昆明路-保定路-唐山路-大连路                 | 华兴坊 |      |
| 125  | 虹口区 | HK-23-Ⅱ  | 海门路-东长治路-公平路-唐山路-昆明路        | |      |
| 126  | 虹口区 | HK-24-Ⅱ  | 保定路-霍山路-临潼路-长阳路                 | 竞新里 |      |
| 127  | 虹口区 | HK-25-Ⅱ  | 大连路-杨树浦路-平凉路                      | 中和里、存德里、长江里 |      |
| 128  | 普陀区 | PT-01-Ⅱ  | 陕西北路-澳门路-西康路-宜昌路               | 澳门小区 |      |
| 129  | 普陀区 | PT-02-Ⅱ  | 安远路-陕西北路-新会路-江宁路               | 玉佛寺、金城里 |      |
| 130  | 长宁区 | CN-01-Ⅱ  | 淮海西路-番禹路-新华路                      | 新华路73弄～103号红庄 |      |
| 131  | 长宁区 | CN-02-Ⅱ  | 定西路-延安西路-种德桥路-昭化路             | 陶安小区、忠义新村、大西别墅 |      |